# Robledo
Robledo – gmina w Hiszpanii, w prowincji Albacete, w Kastylii-La Mancha, o powierzchni 120,08 km². W 2011 roku gmina liczyła 456 mieszkańców.